# 三川站 (新潟縣)
三川站（日语：／ Mikawa eki */?）是位於新潟縣東蒲原郡阿賀町白崎，東日本旅客鐵道（JR東日本）的磐越西線車站。

## 歷史
- 1913年（大正2年）6月1日[1]：鐵道院信越線支線 馬下站至津川站之間開通，此站啟用。當時車站名為白崎站（日语：／）[2]。
- 1914年（大正3年）11月1日：全線開通，此站成為岩越線車站。
- 1917年（大正6年）10月10日：路線名稱改名，成為磐越西線車站。
- 1985年（昭和60年）[2]3月14日：車站改名為三川站，成為簡易委託車站。
- 1987年（昭和62年）4月1日：伴隨國鐵分割民營化，車站由東日本旅客鐵道（JR東日本）營運[3]。
- 2000年（平成12年）10月：開設「停車場文庫」。
- 2007年（平成19年）4月1日：成為無人車站[4]。

## 車站構造
此站是地面車站，設有1面1線的單式月台。曾經此站設有1面2線的島式月台，現時靠近車站大樓的舊1號月台（下行線）的路軌已經撤走。由於此站設有SL磐越物語號列車停靠，因此月台上設有候車室、站名牌和長椅。
此站曾經是簡易委託車站，委托了阿賀町負責車站業務。現時此站是由新津站管理的無人車站。車站大樓是一座2層高的混凝土建築物，大樓內設有廁所。

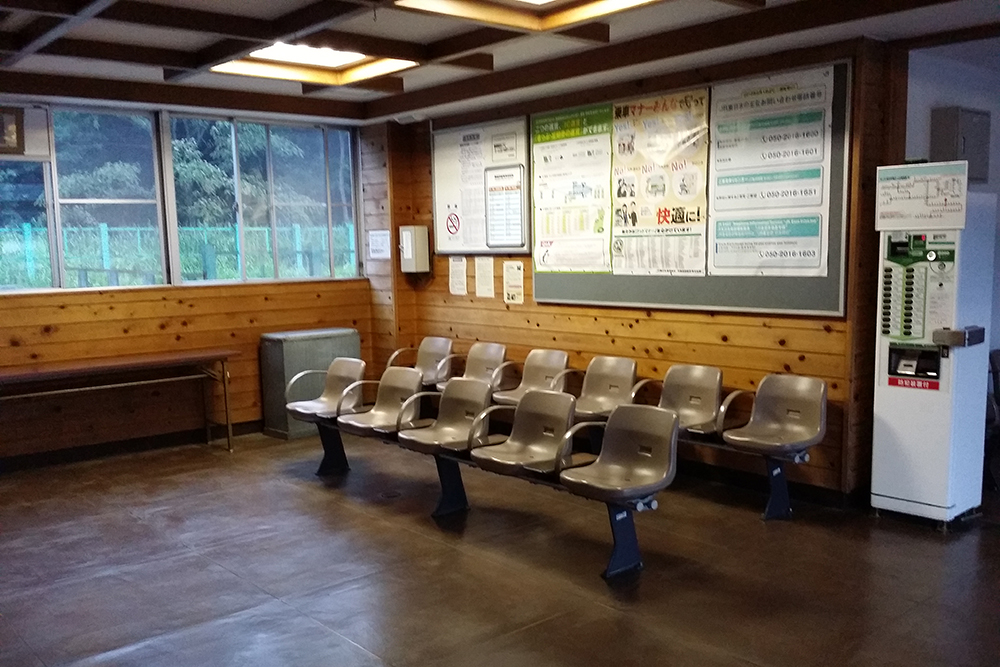
候車室
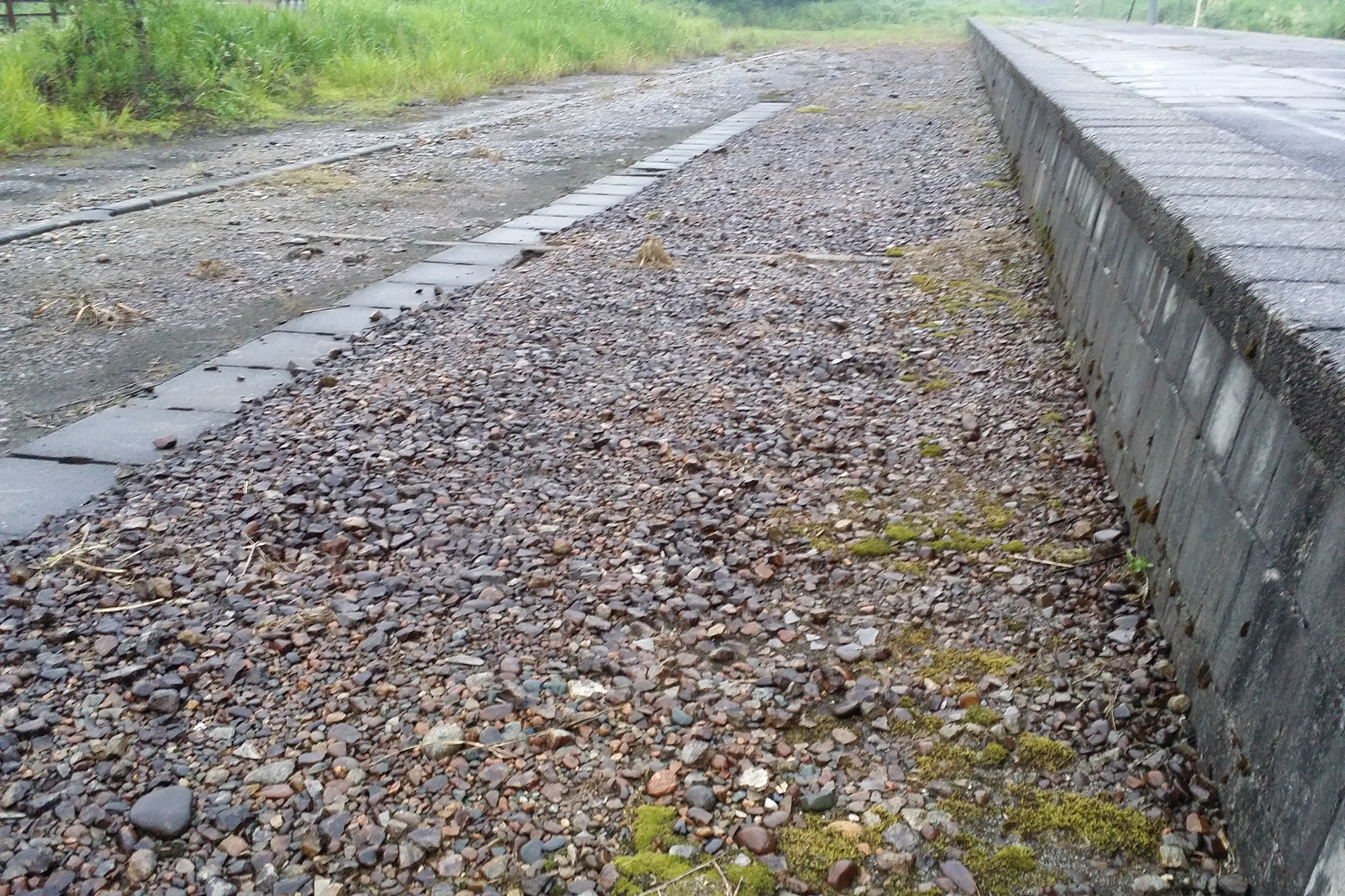
前1號月台

## 使用狀況
根據「JR東日本」的資料，以下為2000年度（平成12年度）- 2006年度（平成18年度）的1日平均乘車人次變化。
以下列出近年乘車人次變化：
| 年度               | 1日平均 乘車人次 | 參考資料 |
| ------------------ | ---------------- | -------- |
| 2000年（平成12年） | 125              | [ 5 ]    |
| 2001年（平成13年） | 125              | [ 6 ]    |
| 2002年（平成14年） | 119              | [ 7 ]    |
| 2003年（平成15年） | 118              | [ 8 ]    |
| 2004年（平成16年） | 118              | [ 9 ]    |
| 2005年（平成17年） | 108              | [ 10 ]   |
| 2006年（平成18年） | 93               | [ 11 ]   |

## 車站周邊
- 三川郵局
- 阿賀町立三川小學·中學

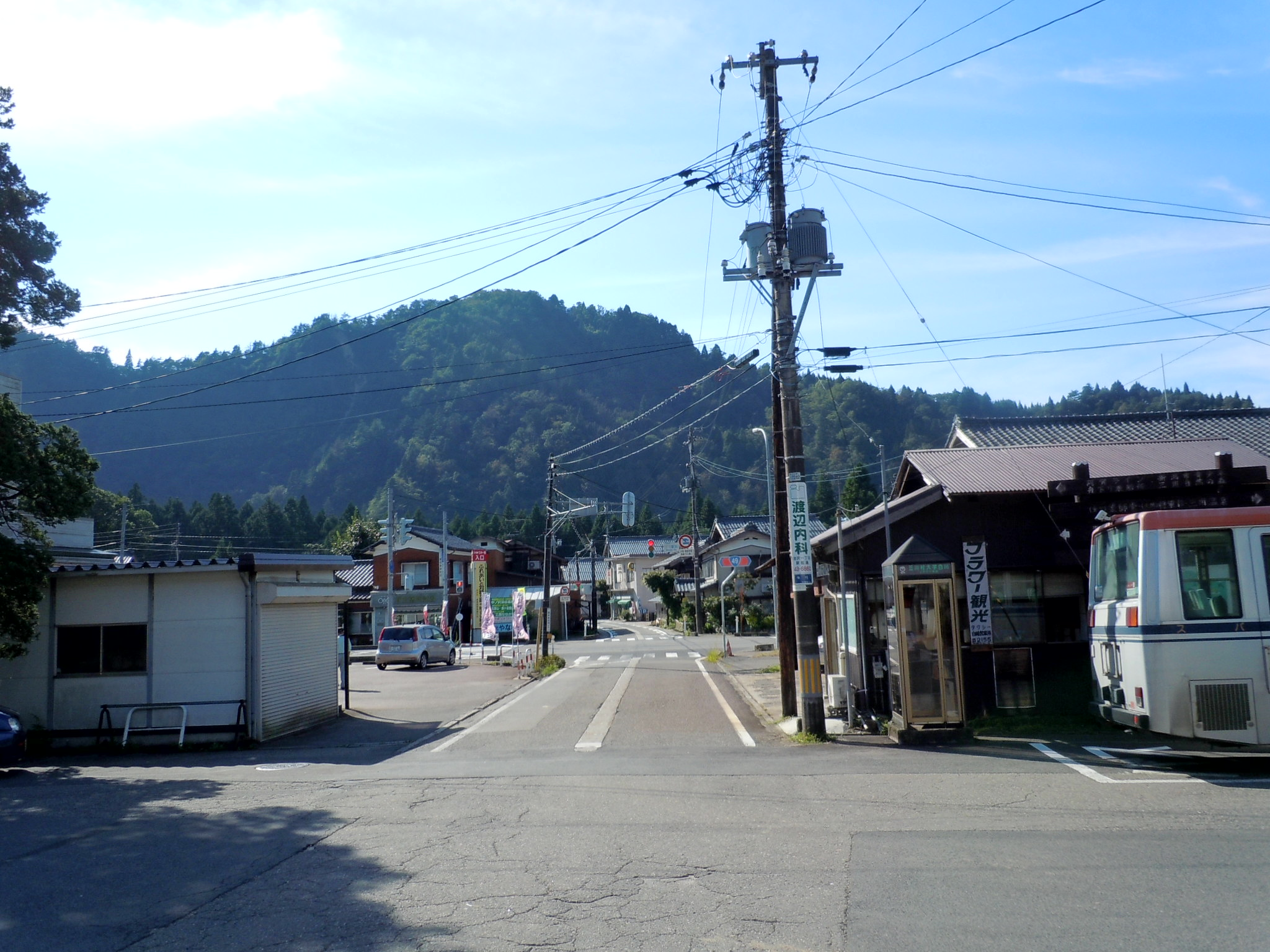
三川站前

- 阿賀町公所三川分所（舊・三川村（日语：三川村 (新潟県東蒲原郡)）公所）
- 阿賀野川線舟下行白崎港乘船處
- 國道49號（日语：国道49号）
- 新潟縣道136號三川停車場線（日语：新潟県道136号三川停車場線）
- 黑森林
- 三川溫泉滑雪場（日语：三川温泉スキー場）

## 巴士路線

阿賀町內的巴士路線圖。時間表參見「新潟交通觀光巴士：津川區域 」。

### 一般巴士路線
最近的巴士站是在站前的「三川站前」巴士站。截至2019年4月1日，設有以下新潟交通觀光巴士路線停靠。
- 三川站 - 三川溫泉 - 古岐線
星期一至六服務。星期日及假日暫停。平日設有直通至新發田的班次[12]。
- 三川分所 - 黑岩上村 - 小花地線
星期一至六服務。星期日及假日暫停。平日設有直通至津川站的班次[12]。
- 三川站 → 石間中[13]
只有星期一至五早上一班單向班次。在石間中可轉乘前往水原的巴士路線[12]。

另外，在町內設有福祉巴士前往各方向，每日都設有不同方向的班次，以方便連接車站附近的診所。

### 高速巴士
在站前國道49號上設有高速巴士站，由町和東蒲觀光巴士營運的「阿賀町巴士」，連接新潟市內醫院（只於平日運行。採用關門系統，前往新潟的班次於阿賀町內不可下車）。

## 相鄰車站
東日本旅客鐵道（JR東日本）
■磐越西線
- 臨時快速「SL磐越物語」停車站

□快速「阿賀野」
津川－三川－咲花
■普通
津川－三川－五十島

## 注腳
1. 1 2 3 4  . 東日本旅客鉄道.   [2014-10-25]. （原始内容存档于2020-07-11） （日语）.
2. 1 2 3 4 5 6 7 8 9  . 週刊JR全駅・全車両基地 (朝日新聞出版). 2013-08-04, (50): 25 （日语）.
3. ↑  『交通年鑑 昭和63年版』 交通協力會，1988年3月。
4. 1 2   (PDF). 広報あが (阿賀町). 2007-04-16: 31  [2018-05-11]. （原始内容 (PDF)存档于2022-05-16） （日语）.
5. ↑  . 東日本旅客鐵道.   [2019-02-24]. （原始内容存档于2018-02-13） （日语）.
6. ↑  . 東日本旅客鐵道.   [2019-02-24]. （原始内容存档于2019-04-02） （日语）.
7. ↑  . 東日本旅客鐵道.   [2019-02-24]. （原始内容存档于2019-04-02） （日语）.
8. ↑  . 東日本旅客鐵道.   [2019-02-24]. （原始内容存档于2019-04-02） （日语）.
9. ↑  . 東日本旅客鐵道.   [2019-02-24]. （原始内容存档于2019-04-02） （日语）.
10. ↑  . 東日本旅客鐵道.   [2019-02-24]. （原始内容存档于2017-08-08） （日语）.
11. ↑  . 東日本旅客鐵道.   [2019-02-24]. （原始内容存档于2019-03-27） （日语）.
12. 1 2 3 4  . 新潟交通観光バス.   [2019-04-16]. （原始内容存档于2015-10-07） （日语）.
13. 1 2  . 阿賀町.   [2019-04-16]. （原始内容存档于2019-10-04） （日语）.
14. ↑  . 阿賀町.   [2019-04-16]. （原始内容存档于2019-10-04） （日语）.

## 外部連結
- 車站資訊（三川）：東日本旅客鐵道（日語）